# 金州第一中心
金州第一中心 (英語：Golden 1 Center) 是一棟位於美國加州首府沙加緬度市中心的室內體育館。體育館的場址為原先市中心購物廣場東半部，廣場西半部將在進行整修更新後繼續營業。這公有的體育館將是未來商業和娛樂區「Downtown Commons」的一部分，其中也將包括一棟$2.5億美元的16層住商混合大樓。
體育館可舉辦演唱會、展覽會、及其他體育和娛樂活動。在2016年9月30日啟用後，金州第一中心取代睡眠火車球館 (Sleep Train Arena) 成為NBA球隊沙加緬度國王的主場。34間豪華包廂的購買權將包括體育館全年活動的入場權；包廂合夥人將擁有進入三間專有俱樂部的權利，其中包括兩間可俯視體育場內及室外景觀的空中包廂。在舉辦演唱會時體育館將可容納1萬9000名觀眾。
金州第一儲蓄互助社於2015年以$1.2億美元取得20年的冠名權。
加州大学戴维斯分校将该校2023年的春季本科生毕业典礼从校园移师场馆内举行。

## 備註
1. 1 2   (PDF). 沙加緬度市政府. 2013年7月28日. （原始内容 (PDF)存档于2013年8月1日）.
2. ↑  Kasler, Dale; Lillis, Ryan. . 沙加緬度蜂報. 2014年10月29日  [2016年5月27日]. （原始内容存档于2016年11月4日）.
3. 1 2  Lillis, Ryan. . 沙加緬度蜂報. 2013年7月31日. （原始内容存档于2013年8月1日）.
4. 1 2 3  . 沙加緬度市政府.   [2016-05-27]. （原始内容存档于2019-07-01）.
5. ↑  Kasler, Dale. . 沙加緬度蜂報. 2014年9月24日  [2016年5月27日]. （原始内容存档于2019年8月26日）.
6. ↑  . www.cbsnews.com.   [2023-04-29]. （原始内容存档于2023-05-03） （美国英语）.